# Музей чайного посуду
Музей чайного посуду (англ. Museum of Tea Ware; кит.: 茶具 文物 館) був відкритий у 1984 році в Будинку з флагштоком (англ. Flagstaff House; кит.: 旗杆 屋), тому часто називається також Музеєм чайного посуду в Будинку з флагштоком. Є філією Гонконзького музею мистецтв, котрий перебуває в управлінні Міністерства дозвілля та культури Гонконгу .
Будинок з флагштоком, побудований в 1846 році, є найстарішим зразком архітектури західного стилю, що залишився в Гонконгу.  Він розташований за адресою Коттон Трі Драйв (англ. Cotton Tree Drive), 10,  Центральний Гонконг - в межах Гонконзького парку.
У колоніальні часи це була давня резиденція командувача британськими силами в Гонконзі. 

## Історія

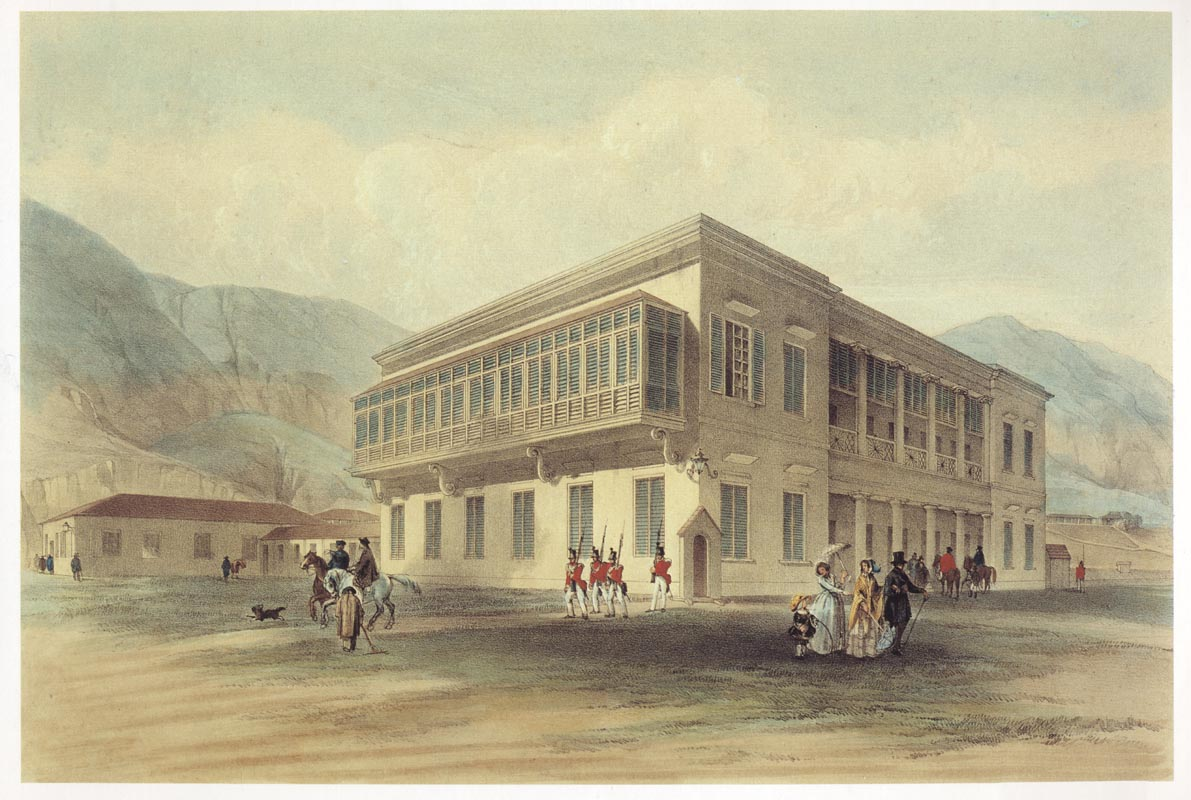
Будинок з флагштоком в 1846 році

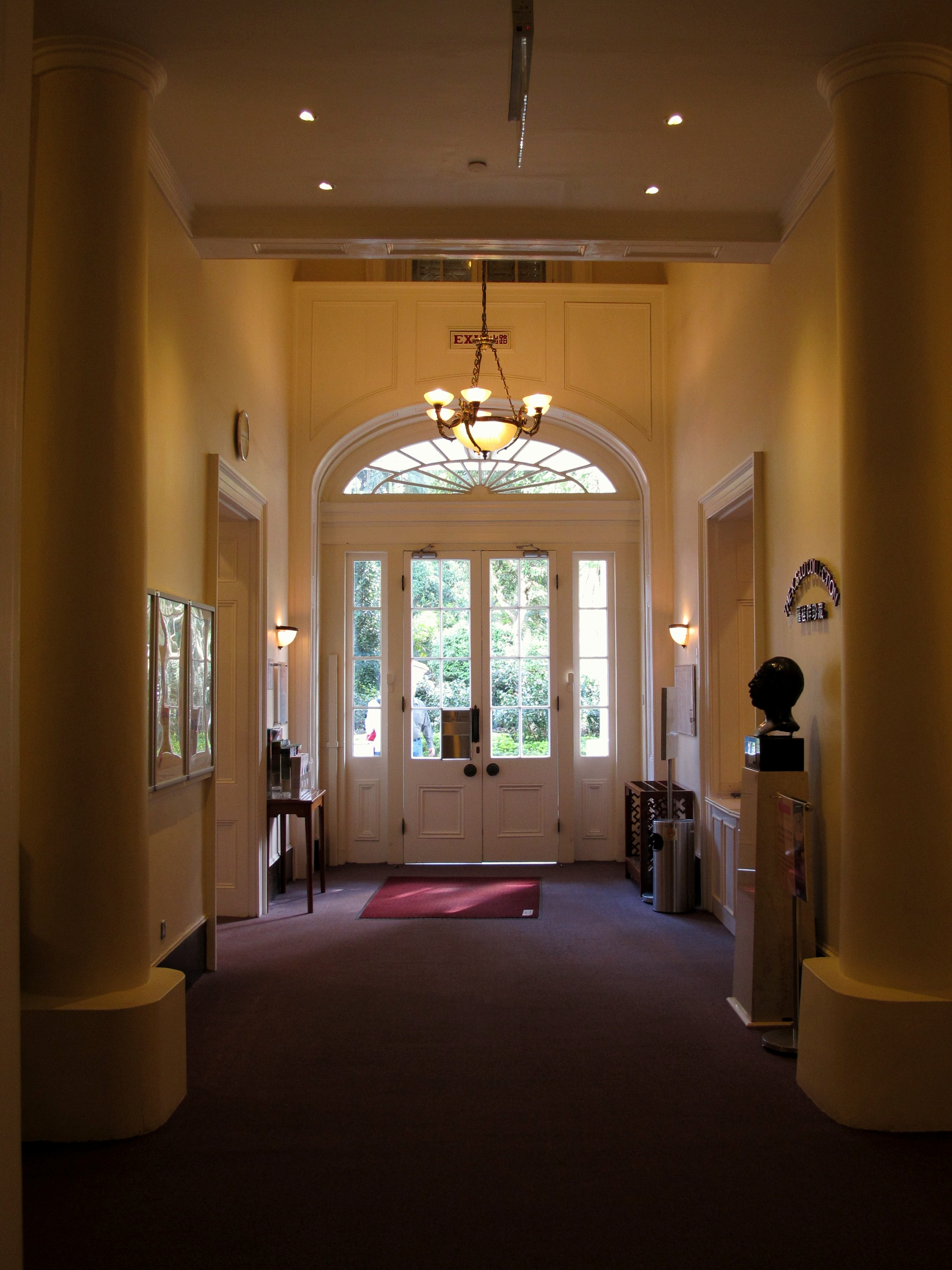
Інтер’єр Будинку з флагштоком

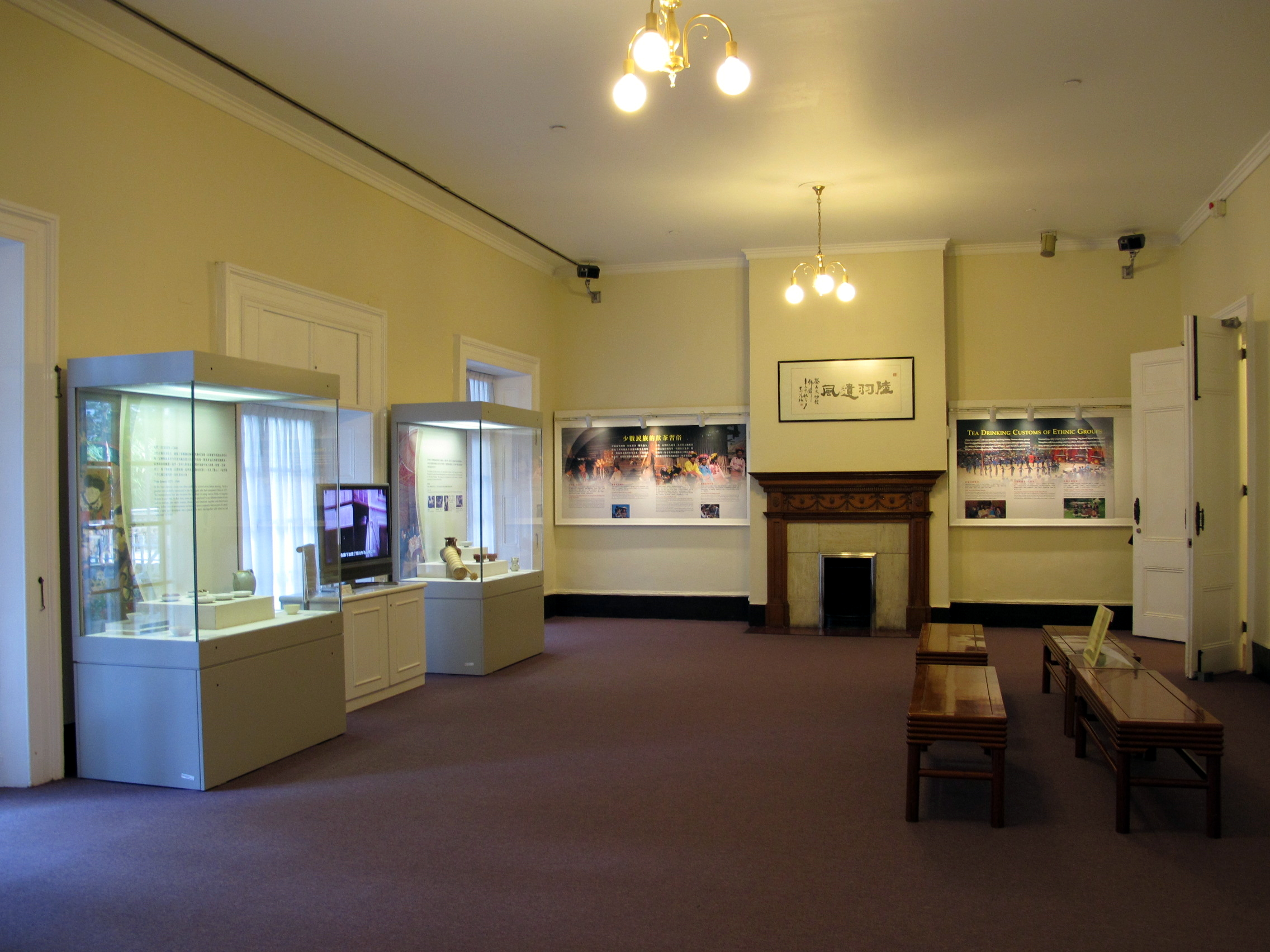
Інтер’єр Будинку з флагштоком

Будинок з флагштоком вважався головним офісом до 1932 року . Місцем було обрано невеликий стрімкий берег над казармою Вікторія та над Королівською дорогою, тоді біля набережної.
Будівля була спроектована у грецькому стилі відродження. Історики підозрюють, що це було розроблено або шотландцем Мердоком Брюсом, який був інспектором будівель, або лейтенантом Бернардом Коллінсоном з корпусу Королівських інженерів . Першим мешканцем був генерал-майор Джордж Чарльз Д'Агілар, генерал-офіцер, комендант з 1844 року до 1846 року, який також займав пост лейтенант-губернатора. 
Західне та східне крила були обстріляні під час вторгнення Японії у Другій світовій війні; він також зазнав пошкодження бомбою. Японці відремонтували його, і комендант взяв будівлю як свою резиденцію під час окупації .
Після війни Будинок з флагштоком знову був резиденцією Командора до 1978 року , коли Командор переїхав у спеціально побудований будинок на Баркер-роуд. Він був переданий військовими цивільному уряду Гонконгу в рамках відновлення казарми Вікторія. Уряд поклав на нього відповідальність Міської ради в 1981 році.
Будівля була оголошена пам'ятником у 1989 р.  Він був відновлений, наскільки це було можливо, до свого первісного вигляду в середині XIX століття, структурно зміцнений, а інтер'єр було змінено, щоб його можна було використовувати як Музей чайного посуду .

## Музей чайного посуду

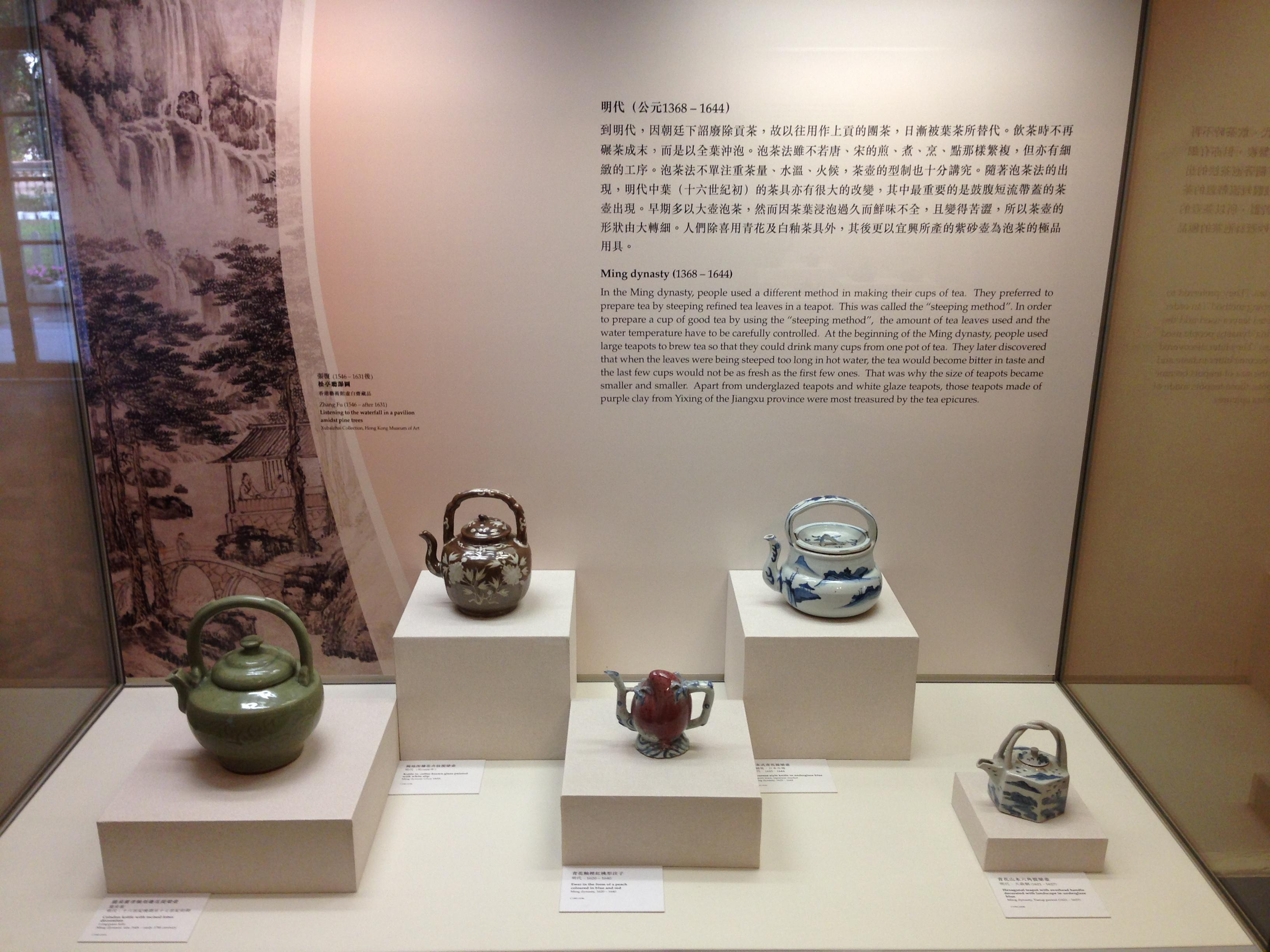
Виставка Музею чайного посуду

У 1984 році він був перетворений на Будинок-музей чайного посуду з флагштоком, структурний підрозділ художнього музею Гонконгу. Музей спеціалізується на колекціонуванні, вивченні та демонструванні посуду, включаючи багато зразків чайника Їсін з китайської східної провінції Цзянсу, а також найстаріший у світі відомий чайник.
Нове крило, Галерея К.С. Ло (англ. K.S. Lo Gallery), була побудована та відкрита в 1995 році.  Вона названа на честь місцевого колекціонера і засновника Vitasoy доктора Кві Сон Ло, який зробив пожертву на місто в 1970-х роках. Зараз ця пожертва становить ядро колекції музею. Нова галерея містить колекцію кераміки та китайських печаток.
Музей відкритий для відвідувачів щодня, крім вівторка та перших двох днів Китайського Нового року. Час роботи з 10 до 18 години; в переддень католицького Різдва і напередодні Китайського Нового року з 10 до 17 години .
Вхід вільний.

## Галерея

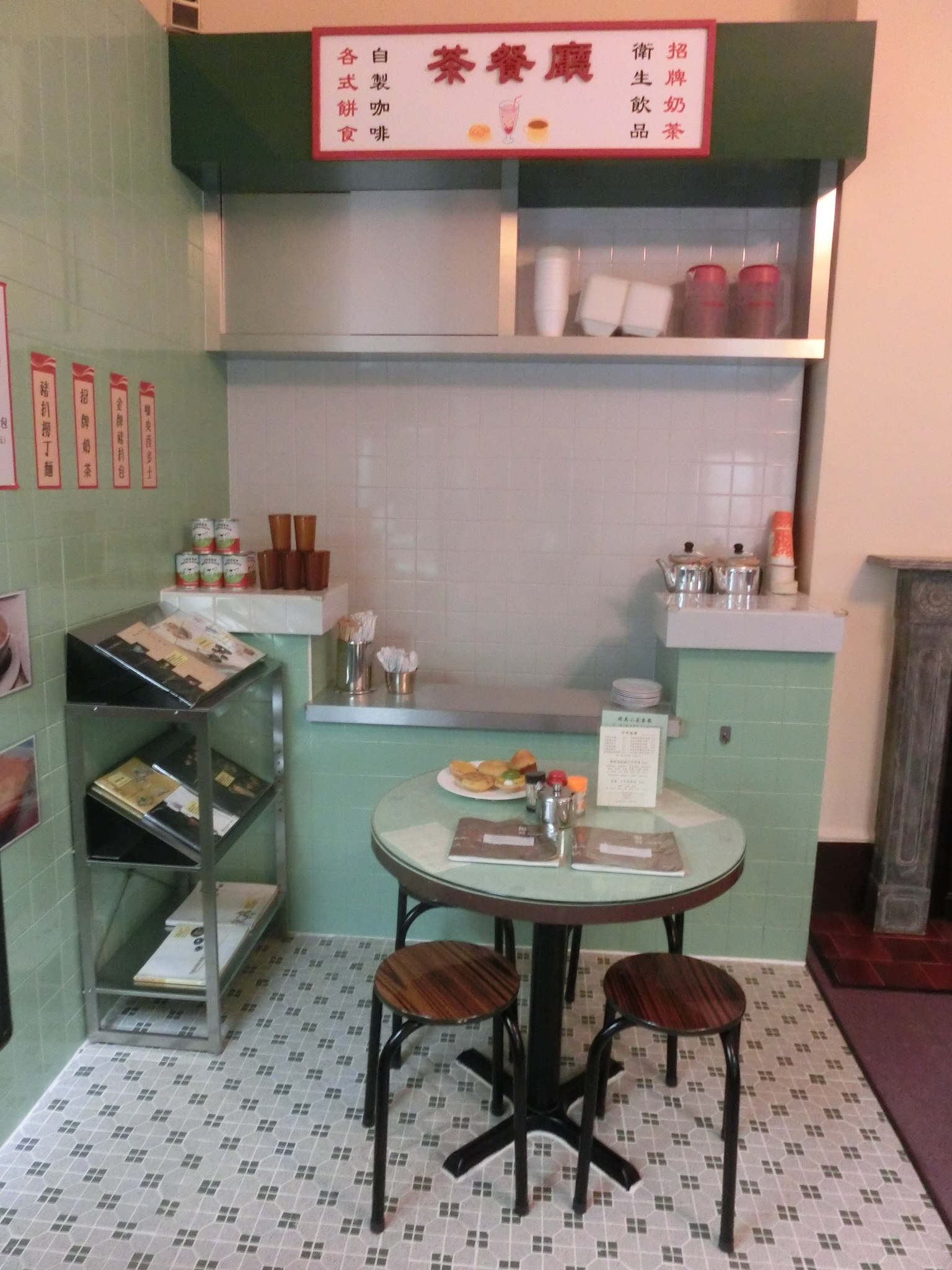
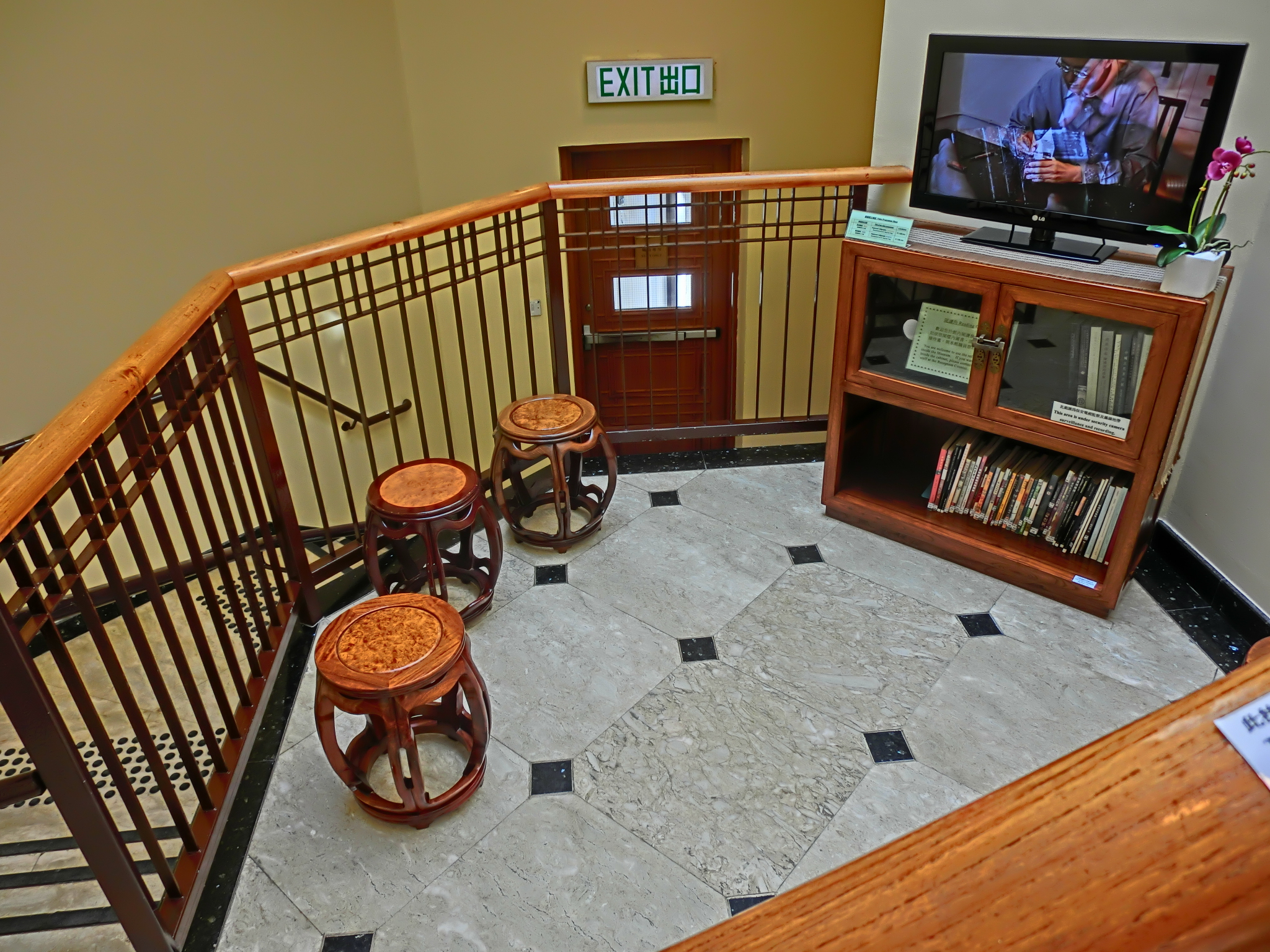
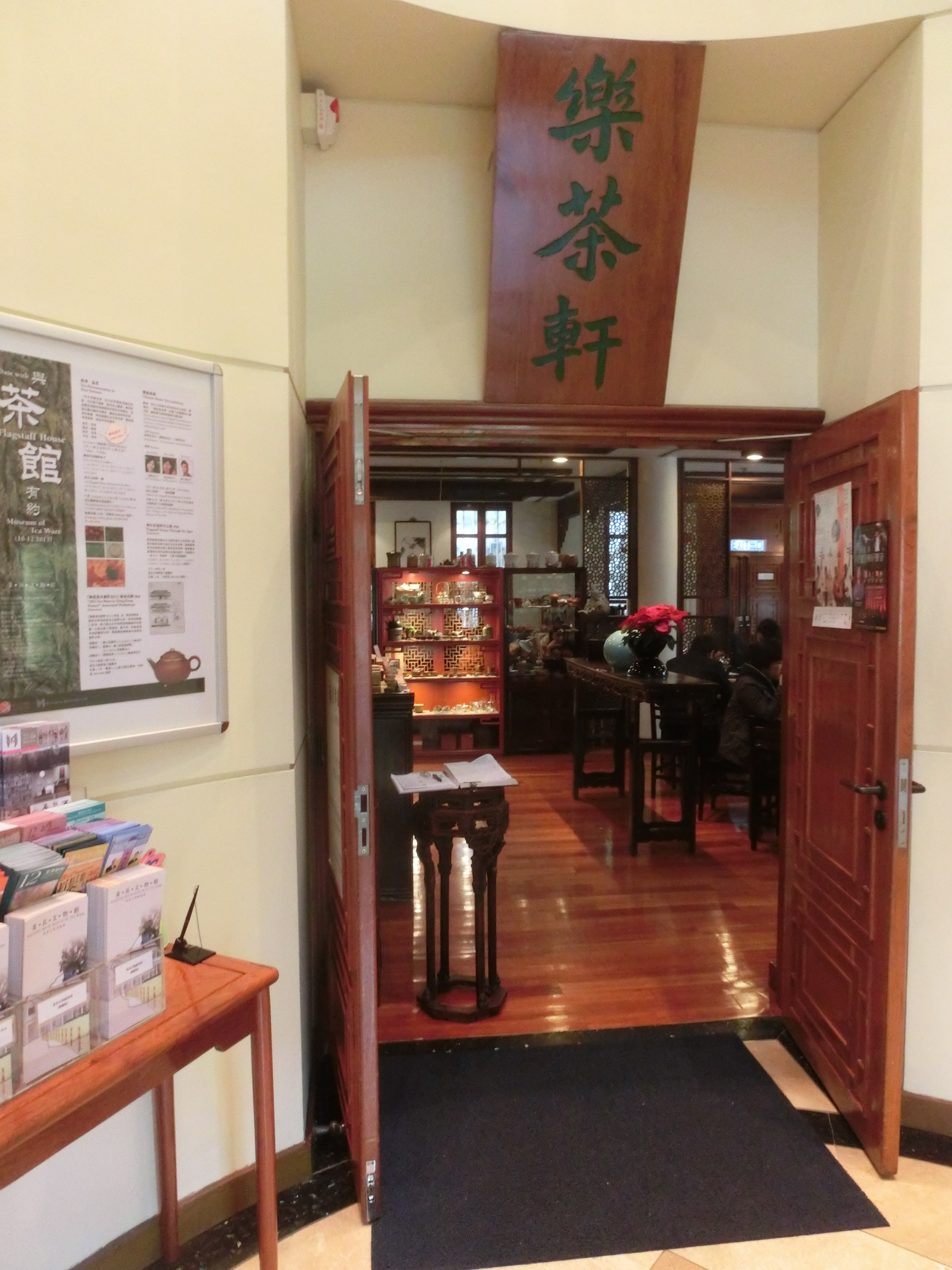
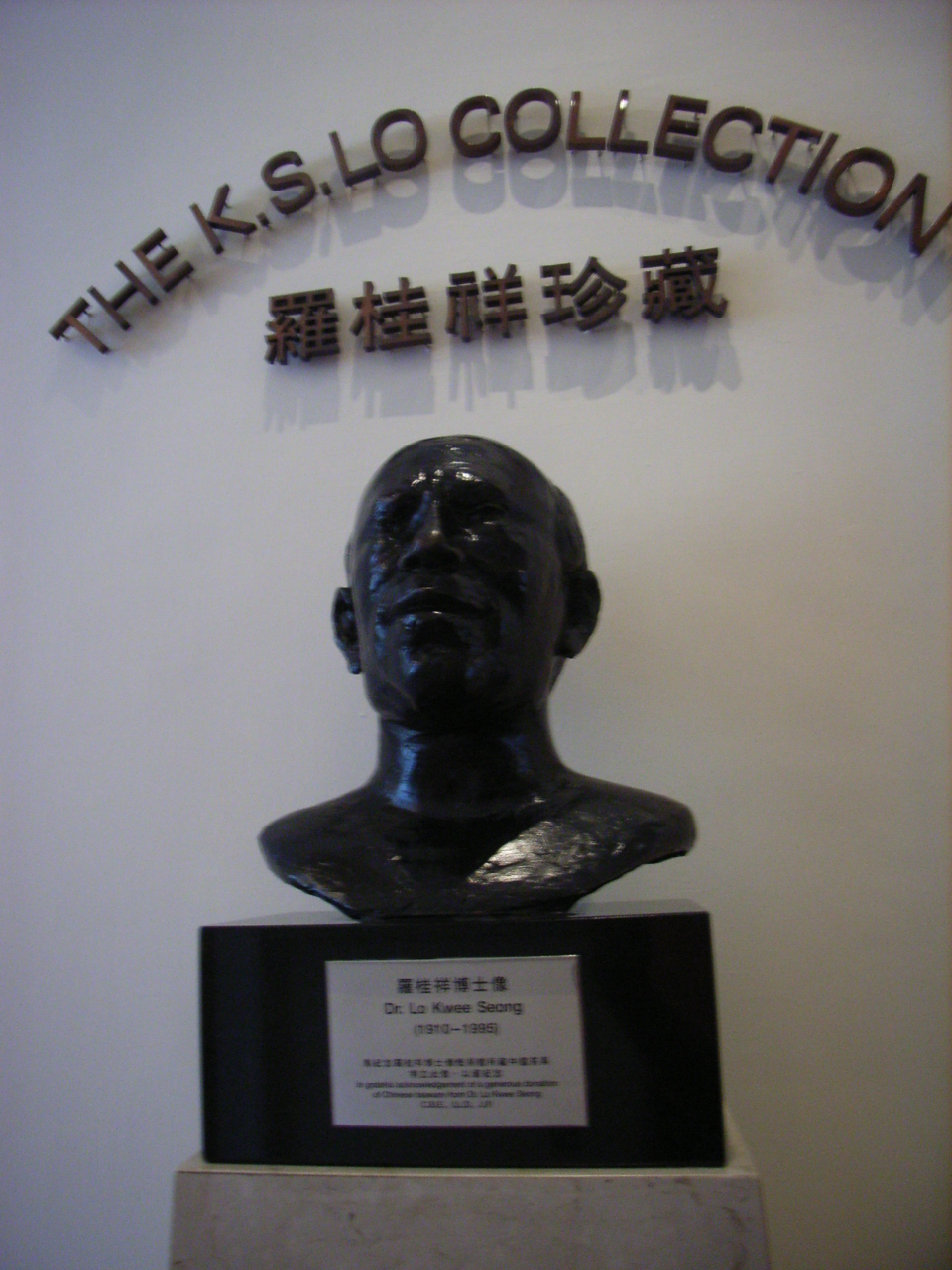
Доктор К. С. Ло
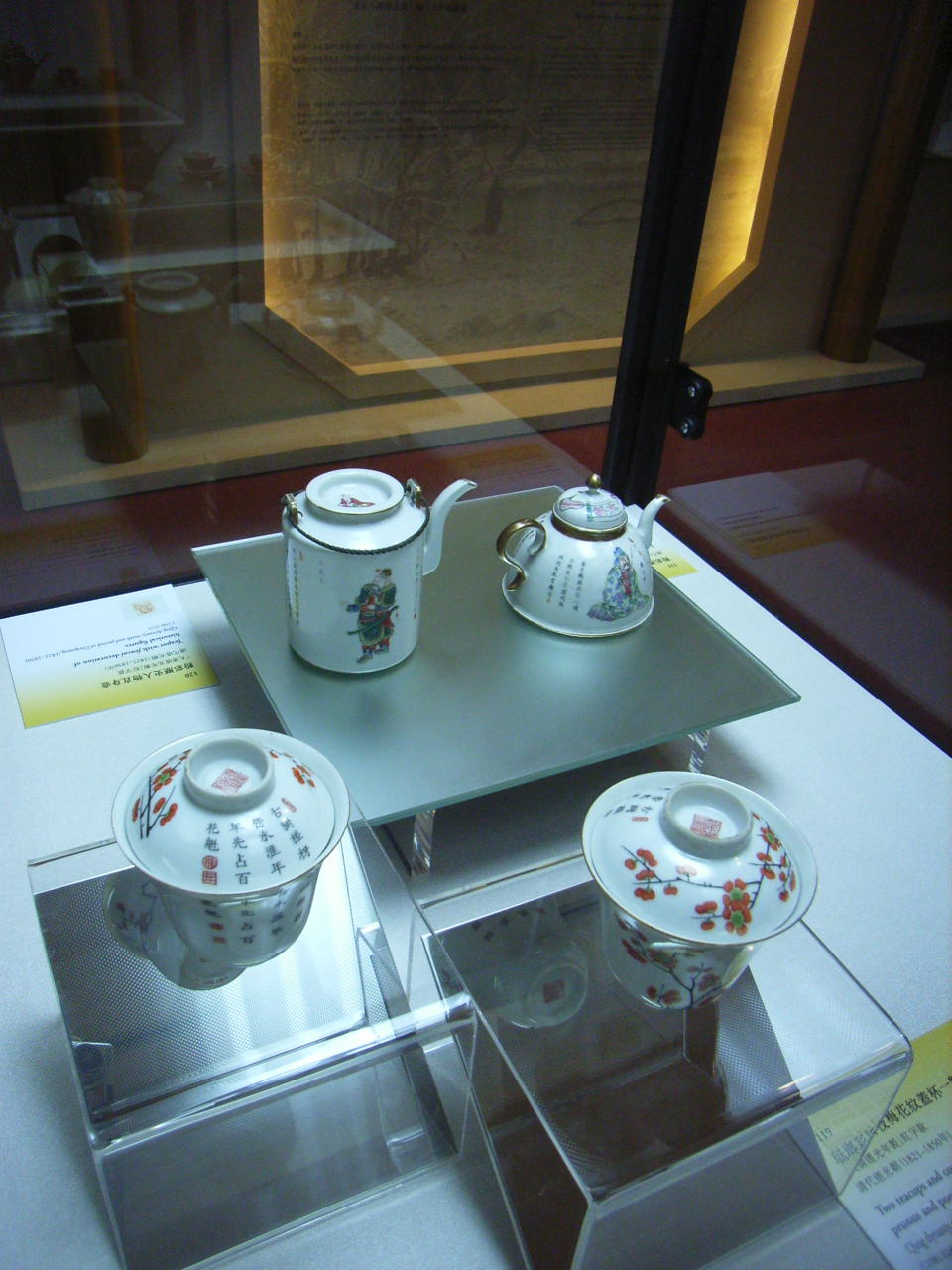
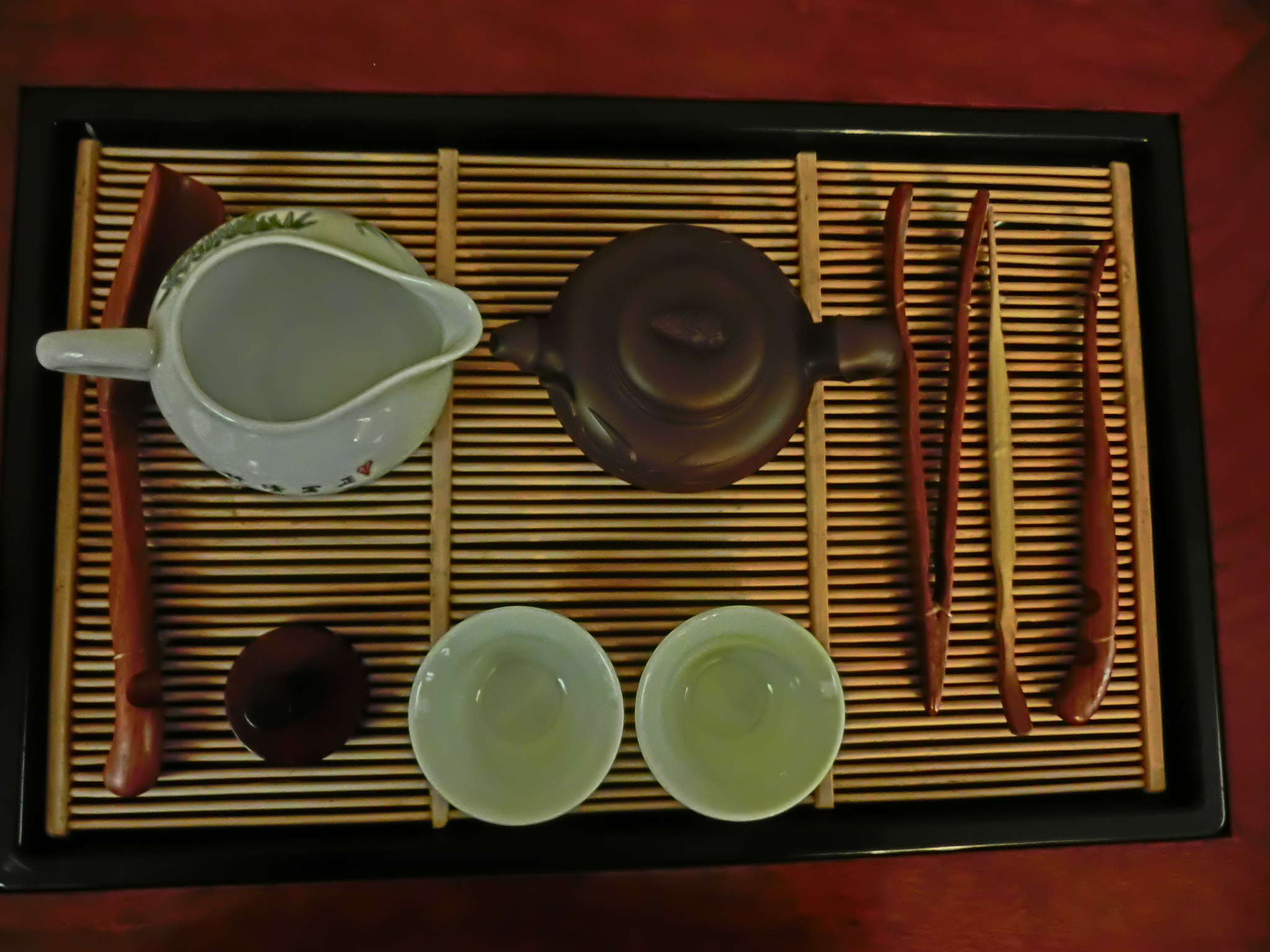
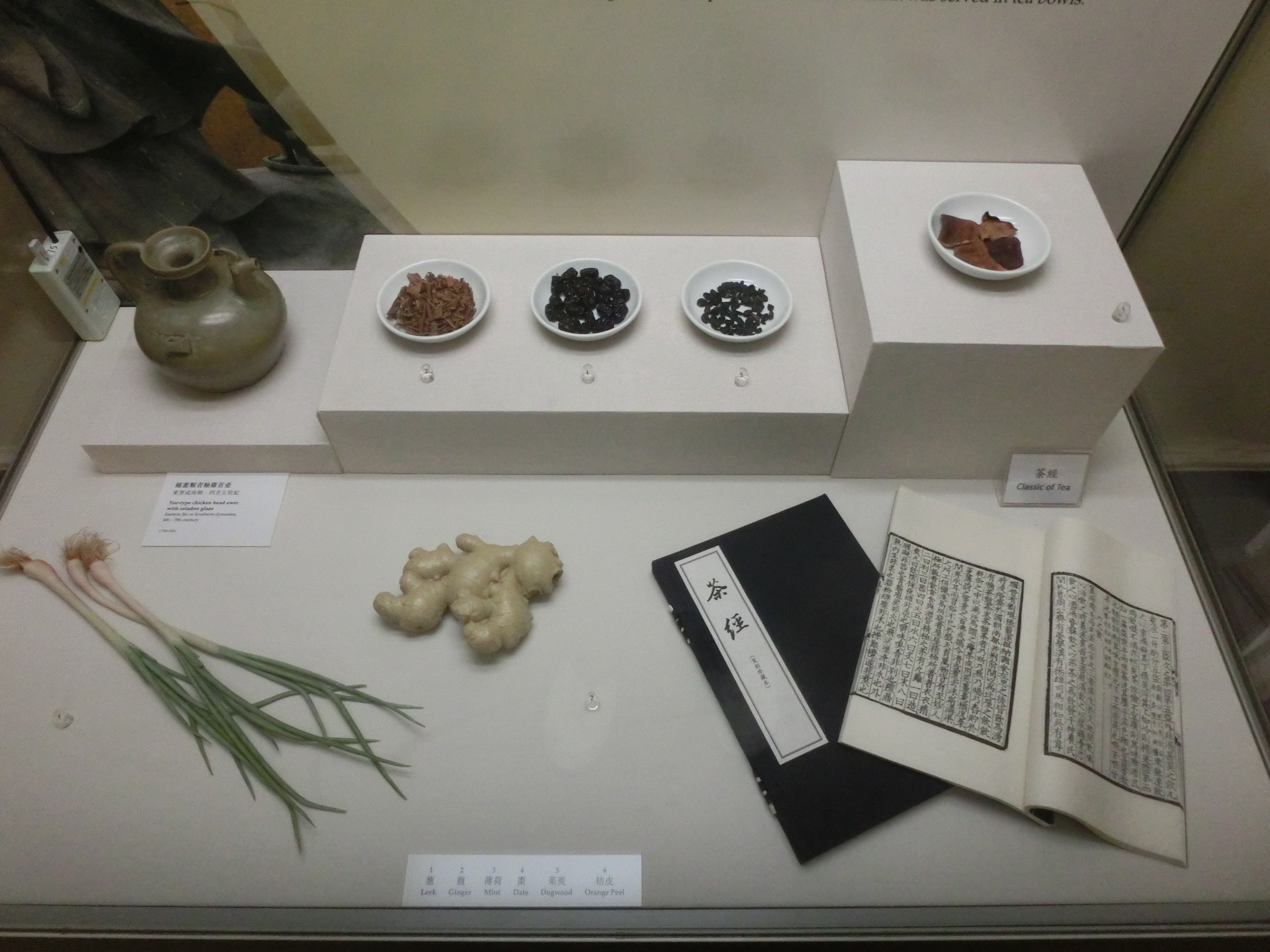
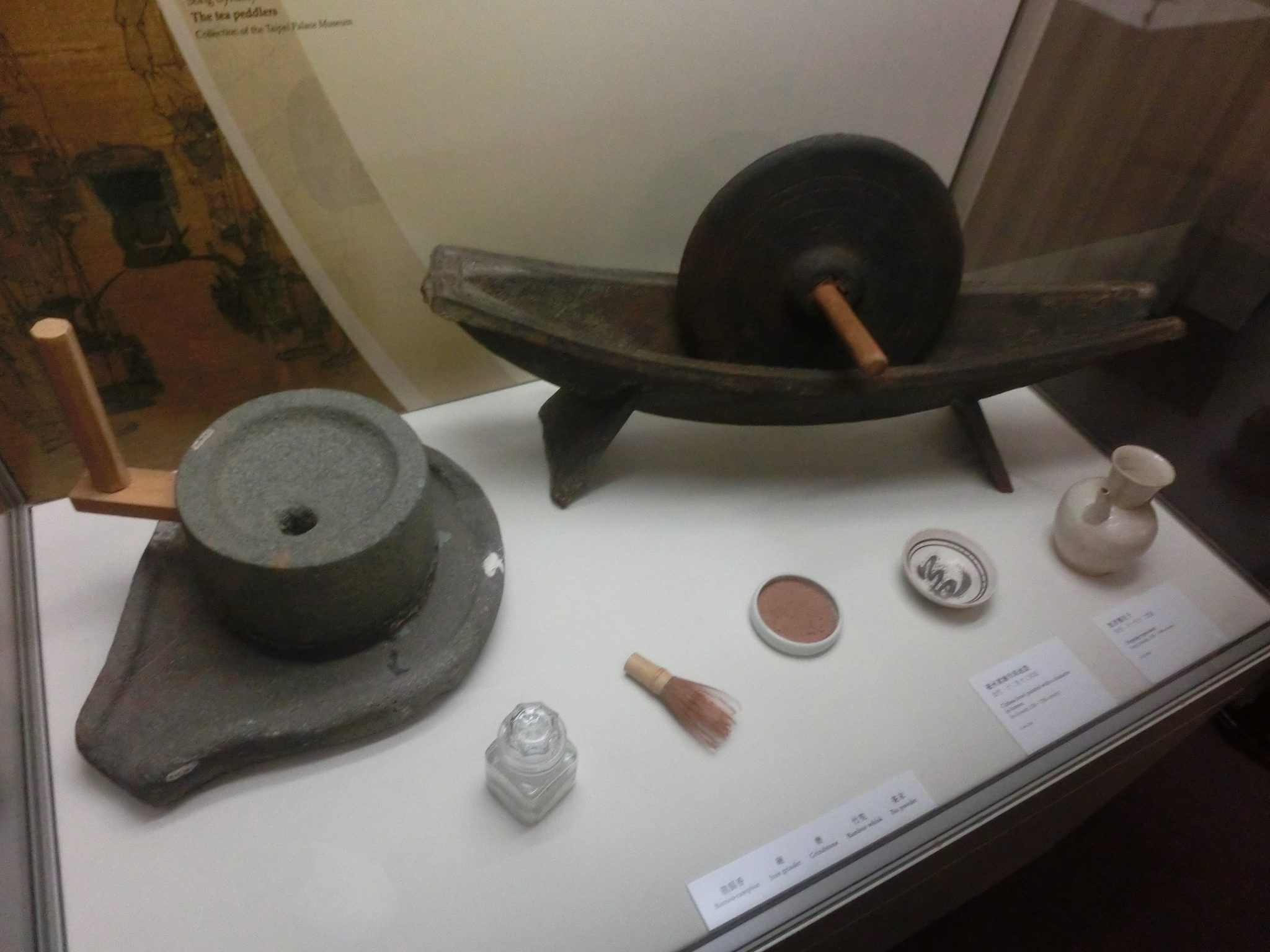